# Barbara Jordan
Barbara Charline Jordan (Houston, Texas, 21 de febrero de 1936-Austin, Texas, 17 de enero de 1996) fue una abogada, educadora y política estadounidense, líder del Movimiento por los Derechos Civiles. Afiliada al Partido Demócrata, fue la primera persona afroamericana en ser elegida para el Senado de Texas tras el período de la Reconstrucción y la primera mujer sureña afroamericana para la Cámara de Representantes de los Estados Unidos. Es especialmente conocida por su elocuente discurso de apertura en las audiencias del Comité de Asuntos Judiciales durante el proceso de destitución contra Richard Nixon y por ser la primera afroamericana, así como la primera mujer, en dar un discurso de apertura en la Convención Nacional Demócrata. Recibió la Medalla Presidencial de la Libertad, entre otros muchos premios.

## Primeros años
Barbara Charline Jordan nació en el distrito número 5 de Houston, Texas, lugar caracterizado por la pobreza y la discriminación racial. La infancia de Jordan estuvo ligada a la vida religiosa. Su madre era Arlyne Patten Jordan y trabajaba de profesora en la iglesia; su padre, Benjamin Jordan, fue predicador baptista. Jordan fue la menor de tres hermanos. Durante su etapa en el instituto, un discurso de Edith S. Sampson la inspiró para estudiar la carrera de Derecho. Debido a la segregación racial, no pudo asistir a la Universidad de Texas en Austin; en su lugar, optó por la Universidad del Sur de Texas, una institución dirigida tradicionalmente a personas de color, donde se especializó en Ciencias Políticas e Historia, título que obtuvo con honores. También estudió en la Facultad de Derecho de la Universidad de Boston y se graduó en 1959.

## Carrera política
Se postuló para la Cámara de Representantes de Texas en 1962 y 1964 y perdió en ambas ocasiones. Obtuvo un escaño en el Senado de Texas en 1966, convirtiéndose en la primera senadora estatal de origen afroamericano desde 1883 y la primera mujer en ocupar un cargo semejante en esa institución. Asimismo fue la primera mujer afroamericana en ocupar el puesto de presidenta provisional del Senado Estatal. En 1972  fue elegida para la Cámara de Representantes de los Estados Unidos. Recibió un gran apoyo por parte del expresidente Lyndon B. Johnson. En 1976, el nombre de Jordan sonaba como posible número dos de Jimmy Carter en el estado de Georgia; sin embargo, acabó convirtiéndose en la primera mujer afroamericana en dar un discurso de apertura en la Convención Nacional Demócrata. Se retiró de la política en 1979. 

## Declaración sobre los artículos del proceso de destitución
El 25 de julio de 1974, Jordan pronunció un discurso de apertura de 15 minutos durante las audiencias que formaron parte del proceso de destitución contra Richard Nixon, considerado como uno de los mejores discursos de la historia del siglo XX en Estados Unidos. A lo largo del mismo, Jordan se apoyó firmemente en la Constitución de los Estados Unidos. Defendió el sistema de controles y equilibrios, que se estableció para evitar que cualquier político abusara de su poder. Jordan nunca pidió abiertamente la destitución de Nixon, sino que lo insinuó de una manera sutil e inteligente. Se limitó a exponer algunos hechos que demostraban que Nixon no era de fiar y que estaba involucrado en varias tramas corruptas; citó a los padres de la Constitución para argumentar que ellos habrían considerado acciones como las cometidas por Nixon durante el escándalo como infracciones dignas de ser impugnadas.

## Legislación
Jordan apoyó la Ley de Reinversión Comunitaria de 1977, que exigía a los bancos ofrecer préstamos y poner servicios a disposición de las minorías y de los más desfavorecidos. Apoyó la renovación de la Ley de Derecho de Voto de 1965, así como su extensión para incluir a las minorías lingüísticas, lo que dio como resultado una mayor protección de los hispanos en Texas. Durante su etapa como diputada en el Congreso, Jordan promovió o contribuyó a promover más de 300 proyectos de ley o resoluciones, varios de los cuales siguen en vigor a día de hoy. 

## Comisión para la Reforma Migratoria de EE. UU.
Desde 1994 hasta su muerte, Jordan presidió la Comisión para la Reforma Migratoria de EE. UU. La comisión recomendaba que el total de inmigrantes se redujera en un tercio, pudiendo alcanzar un máximo de 550.000 al año. En el informe que envió al Congreso, la Comisión afirmaba que “toda sociedad democrática tiene el derecho y la obligación de gestionar la inmigración de forma que cumpla con el interés nacional”, y concluía que “la inmigración legal ha fortalecido a este país y seguirá haciéndolo”.

## Docencia universitaria
Luego de su paso legislativo fue invitada a ejercer diferentes cargos corporativos y académicos. En 1994 comenzó como profesora en la Escuela de Asuntos Públicos Lyndon B. Johnson de la Universidad de Texas en Austin, tarea que desarrolló durante diecisiete años.

## Últimos años
Jordan fue diagnosticada con esclerosis múltiple en 1973 y en 1992 debió utilizar definitivamente una silla de ruedas. Falleció por complicaciones de neumonía el 17 de enero de 1996 en su casa en Austin, Texas.

## Premios
- Obtuvo 25 doctorados honorarios.[4]
- En 1990 fue nombrada miembro del Salón Nacional de la Fama de la Mujer en Seneca, Nueva York.[8]
- En 1994 el presidente Bill Clinton le entregó la Medalla Presidencial de la Libertad.[4]